# Terral (album)
Terral – trzeci album studyjny hiszpańskiego piosenkarza Pabla Alborána, wydany 11 listopada 2014 przez wytwórnię Warner Music.
Singlami promującymi wydawnictwo byli: „Por fin”, „Pasos de cero”, „Recuérdame”, „Vívela” oraz „La escalera”. Całościowy materiał zgromadzony na płycie został napisany i skomponowany przez samego wokalistę, a za produkcję odpowiadał Eric Rosse.
Album dotarł do 1. miejsca na hiszpańskiej liście sprzedaży i uzyskał certyfikat ośmiokrotnej platynowej płyty za przekroczenie progu 320 tysięcy sprzedanych egzemplarzy w Hiszpanii. Był również notowany na listach najlepiej sprzedających się albumów w Portugalii (2. miejsce) i Belgii (193. miejsce). Wydawnictwo otrzymało ponadto status złotej płyty w Argentynie i Chile.
Terral zdobył dwie nominacje do międzynarodowych nagród Latin Grammy Awards 2015. Płyta zdobyła nominację do amerykańskiej nagrody Grammy 2016 w kategorii Najlepszy latynoski pop album.

## Lista utworów
| Nr  | Tytuł                          | Autorzy       | Producent          | Czas  |
| --- | ------------------------------ | ------------- | ------------------ | ----- |
| 1.  | „Por fin”                      | Pablo Alborán | Eric Rosse         | 4:01  |
| 2.  | „La escalera”                  | Pablo Alborán | Eric Rosse         | 3:57  |
| 3.  | „Ecos”                         | Pablo Alborán | Eric Rosse         | 4:22  |
| 4.  | „Pasos de cero”                | Pablo Alborán | Eric Rosse         | 3:54  |
| 5.  | „Está permitido”               | Pablo Alborán | Eric Rosse         | 3:45  |
| 6.  | „Recuérdame”                   | Pablo Alborán | Eric Rosse         | 4:47  |
| 7.  | „Ahogándome en tu adiós”       | Pablo Alborán | Eric Rosse         | 4:12  |
| 8.  | „Volvería”                     | Pablo Alborán | Eric Rosse         | 4:22  |
| 9.  | „Un buen amor”                 | Pablo Alborán | Eric Rosse         | 4:17  |
| 10. | „Vívela”                       | Pablo Alborán | Eric Rosse         | 3:12  |
| 11. | „Gracias”                      | Pablo Alborán | Eric Rosse         | 4:24  |
| 12. | „Quimera” (feat. Ricky Martin) | Pablo Alborán | Eric Rosse         | 4:20  |
|     |                                |               | Całkowita długość: | 49:29 |

| Terral – iTunes edition |
| --- |
| 13. „Despídete” – 3:48 14. „El olvido” – 4:49 15. „La escalera” (Acústico) – 3:56 16. „Por fin” (Acústico) – 4:00 17. „Quimera” – 4:20 18. „Pasos de cero” (Documental) – 4:32 Całkowita długość: 70:32 |

## Pozycje na listach sprzedaży
| Kraj              | Lista sprzedaży (2014/2015/2016) | Najwyższa pozycja | Certyfikat         | Sprzedaż |
| ----------------- | -------------------------------- | ----------------- | ------------------ | -------- |
| Argentyna         |                                  |                   | złota płyta        | 20 000+  |
| Belgia (Walonia)  | Ultratop 200 Albums              | 193               |                    |          |
| Chile             |                                  |                   | złota płyta        | 7 500+   |
| Hiszpania         | PROMUSICAE                       | 1                 | 8× platynowa płyta | 320 000+ |
| Meksyk            |                                  |                   | złota płyta        | 30 000+  |
| Portugalia        | AFP                              | 2                 |                    |          |
| Stany Zjednoczone | Latin Pop Albums                 | 1                 |                    |          |
| Stany Zjednoczone | Top Latin Albums                 | 2                 |                    |          |

## Nominacje
| Rok  | Nagroda             | Kategoria                          | Rezultat  |
| ---- | ------------------- | ---------------------------------- | --------- |
| 2015 | Latin Grammy Awards | Najlepszy współczesny popowy album | Nominacja |
| 2015 | Latin Grammy Awards | Najlepsza długa wersja teledysku   | Nominacja |
| 2016 | Grammy              | Najlepszy latynoski pop album      | Nominacja |